# ペーター・ヴェリトス
ペーター・ヴェリトス（Peter Velits、1985年2月21日 - ）は、スロバキア、ブラチスラヴァ出身の自転車競技（ロードレース）選手。

## 経歴
同じくロードレース選手である、マルティン・ヴェリトスとは双子の関係。所属チームの遍歴もまた、2004年以降同一であり、2006年には南アフリカのコンチネンタルチーム「コニカミノルタ」からマルティンと揃ってツアー・オブ・ジャパンに出場した経験を持つ。国内選手権のU-23部門において、2005年、2006年と2年続けて、ペーターが個人タイムトライアルを、マルティンが個人ロードレースを制覇した。
2008年、二人揃ってチーム・ミルラムに移籍。ツール・ド・フランス初出場。ラルプ・デュエズがゴールの第17ステージにおいて果敢な走りを見せ、同ステージの敢闘賞を獲得している。
2010年、マルティンとともに、チーム・コロンビア＝HTC（後の HTC - ハイ・ロード）に移籍。ブエルタ・ア・エスパーニャでは、個人タイムトライアルの第17ステージを制する（この他、第1ステージのチームタイムトライアルでも区間優勝に貢献）など、最後まで総合優勝争いを演じ総合3位に入った。
2012年、オメガファーマ・クイックステップに移籍。
2014年、BMC・レーシングチームに移籍。ペーターのみの移籍となった。
2016年、2年間の成績不振から、翌年のワールドチームとの契約見つけることが出来ず、引退を表明。

## 主な戦績

### 2003年
- スロバキア選手権・ジュニア部門
  - ロードレース 優勝
  - 個人タイムトライアル(ITT) 優勝
- ツール・ド・ロレーヌ ジュニア部門総合優勝

### 2005年
- スロバキア選手権・U23部門ITT 優勝

### 2006年
- スロバキア選手権・U23部門ITT 優勝

### 2007年
- U-23世界選手権・個人ロードレース 優勝
- グランプリ・ド・フルミー優勝。
- バイエルン一周 新人賞。

### 2008年
- ツール・ド・フランス 敢闘賞(第17ステージ)

### 2009年
- GPカントン・アールガウ 優勝

### 2010年
- ブエルタ・ア・エスパーニャ 総合3位、区間優勝（第17ステージ・ITT）
- では、個人タイムトライアルの第17ステージを制する（この他、第1ステージのチームタイムトライアルでも区間優勝に貢献）など、最後まで総合優勝争いを演じ総合3位に入った。

### 2011年
- ツール・ド・フランス 総合19位

### 2012年
- ツアー・オブ・オマーン 総合優勝
- スロバキア選手権・ITT 優勝
- ロードレース世界選手権・チームタイムトライアル 優勝（+   トム・ボーネン、トニー・マルティン、シルヴァン・シャヴァネル、ニキ・テルプストラ、クリストフ・ファンデワル）

### 2013年
- パリ〜ニース 総合10位
- スロバキア選手権・ITT 優勝
- ロードレース世界選手権・チームタイムトライアル 優勝（+  シルヴァン・シャヴァネル、トニー・マルティン、ニキ・テルプストラ、クリストフ・ファンデワル、ミハウ・クヴィアトコヴスキ）

### 2014年
- スロバキア選手権・ITT 優勝
- ロードレース世界選手権・チームタイムトライアル 優勝